# Jan Svěrák
Jan Svěrák (* 6. února 1965 Žatec) je český režisér, scenárista, herec a producent, syn Zdeňka Svěráka. Spolu s Jiřím Menzelem, Jánem Kadárem a Elmarem Klosem patří mezi jediné držitele Oscara za nejlepší cizojazyčný film uděleného snímkům české kinematografie.

## Tvorba
V letech 1983–1988 vystudoval pražskou FAMU, katedru dokumentární tvorby. Ze studentských filmů stojí za zmínku Však su vinař (1985), Vesmírná odysea II (1986) a zcela fiktivní mystifikačně-ekologický dokument Ropáci (1988) o zvláštním zvířeti ve zdevastované krajině severních Čech; za tento dokument získal v roce 1988 tzv. studentského Oscara.
V 90. letech začal točit celovečerní hrané filmy a stal se jedním z nejúspěšnějších režisérů své generace. Jeho filmy se těší velkému diváckému úspěchu a pravidelně získávají řadu cen na filmových festivalech. Mezi nejdůležitější ceny patří tři Čeští lvi za nejlepší režii, Obecná škola byla nominována roku 1992 na Oscara a Kolja jej v roce 1996 získal.
Léta 1991 byl jedním ze spolumajitelů produkční firmy Luxor a poté roku 1995 založil vlastní produkční společnost Biograf Jan Svěrák, s.r.o., která posléze produkovala nejenom jeho filmy, ale také filmy jiných tvůrců; např. léta 2007 koprodukovala film Alice Nellis Tajnosti.
Po oscarovém úspěchu filmu Kolja v roce 1996 měl Jan Svěrák několik nabídek od amerických producentů (např. i na látky, z nichž posléze vznikly filmy Pravidla moštárny, Nevěsta přes internet a Čokoláda), všechny ale odmítl. Plánoval natočit anglicky mluvený film podle románu Saula Bellowa Henderson, král deště, napsal k němu scénář, ale z natáčení sešlo kvůli nedostatku peněz. Roku 2001 natočil díky spolupráci s britským producentem Ericem Abrahamem film Tmavomodrý svět, který vypráví o československých letcích v britském Královském letectvu (RAF) během 2. světové války.
V roce 2006 se tematicky vrátil do současné české společnosti filmem Vratné lahve, který byl zfilmován rovněž podle scénáře Zdeňka Svěráka. Ten také ve filmu spolu s Danielou Kolářovou, která hrála jeho manželku, ztvárnil hlavní roli stárnoucího učitele. Film vznikal 5 let a po vážných neshodách Jana a Zdeňka Svěrákových ohledně scénáře, což dokumentuje i životopisný dokument Tatínek aneb Mramorizace Zdeňka Svěráka z roku 2004, byl film Vratné lahve nakonec roku 2006 realizován.
Čtyři roky poté zaexperimentoval loutkovým fantasy filmem Kuky se vrací (2010), který vznikl díky výtvarné inspiraci loutkami výtvarníka Františka Skály. Ten poskytl autorům důležité rady, ale rozhodl se filmového projektu neúčastnit. Jan Svěrák tedy film natočil s výtvarníkem Jakubem Dvorským. Roku 2014 realizoval hudební pohádku podle minioper Zdeňka Svěráka a Jaroslava Uhlíře (Červená Karkulka, O dvanácti měsíčkách, Šípková Růženka) Tři bratři.
Léta 2015 původně plánoval zfilmování knihy irského spisovatele a novináře Kevina Mahera Pole (orig. The Fields), ale nakonec se natáčení neuskutečnilo. Místo toho se na konci roku 2015 rozhodl pro filmové zpracování příběhů z dětství svého otce Zdeňka Svěráka, které jsou literárně zpracovány v knize Po strništi bos.
Roku 2019 mu vyšel román Bohemia; posledním dokončeným filmem, který napsal na motivy tří povídek svého otce Zdeňka Svěráka, je Betlémské světlo. Film vychází z povídek Ruslan a Ludmila, Fotograf a Betlémské světlo (dříve vydaných knižně). Ve filmu je propojuje příběh spisovatele Karla Šejnohy, kterému postavy povídek vstupují do života. Jeho žena si opět po letech zahrála Daniela Kolářová. 
11. října 2023 představil svou povídkovou knihu Světakrásy; přirovnává ji k cestopisu po svém vlastním vnitřním světě a také k meditaci.
V květnu 2022 premiérovali divadelní muzikál Branický zázrak (společně s Tomášem Klusem).
Počínaje březnem 2024 začaly předpremiéry Svěrákovy divadelní sci-fi komedie Dobré ráno s Findou s hlavní hrdinkou – androidkou finské výroby; premiéru politicky nekorektního kusu dávali v květnu téhož roku.

## Filmografie

### Režie
školní filmy
- Sbohem, nádražíčko (1984)
- Však su vinař (1985)
- Vesmírná odysea II (1986)
- Ropáci (1988)

celovečerní hrané filmy
- Obecná škola (1991)
- Jízda (1994)
- Akumulátor 1 (1994)
- Kolja (1996) – Český lev, Oscar
- Tmavomodrý svět (2001) – Český lev
- Tatínek (2004)
- Vratné lahve (2007) – Český lev
- Kuky se vrací (2010)
- Tři bratři (2014)
- Po strništi bos (2017)
- Betlémské světlo (2022)

### Scénář
- Sbohem, nádražíčko (1984)
- Však su vinař (1985)
- Vesmírná odysea II (1986)
- Jízda (1994)
- Akumulátor 1 (1994)

### Herec
- Kulový blesk (1978)
- Válka barev (1993)
- V centru filmu – v teple domova (TV) (1998)
- Sametová kocovina (2000)
- Rebelové (2001)
- Tmavomodrý svět (2001)
- Tatínek (2004)
- Román pro ženy (2005)

## Divadelní hry
- Branický zázrak (2022) – muzikál
- Dobré ráno s Findou (2024) – komedie